# 桂梅團治
桂 梅團治（かつら うめだんじ）は、上方落語の名跡。梅団治とも表記する。当代は4代目。初代以前にも別の梅團治がいたとされるが、詳細は不明。
- 初代桂梅團治 - （1858年 - 1904年11月28日）本名∶菅井 友二郎。初め桂梅丸の門下で、後に2代目桂文團治の門下に移り、梅團治を名乗る。元は煙草入れを作る職人だったと言う。三友派に属し地味ではあるが篤実な芸風であったと伝える。一時期、同門の桂篤團治と軽口のコンビを組み活躍したが、晩年は再び落語に復帰した。十八番は『稽古屋』『田楽食い』『乙女狐』など。妻は初代桂文我の姪の「おこま」。
- 2代目桂梅團治 - 本項にて記述。
- 3代目桂梅團治 - 後の2代目三遊亭百生。
- 4代目桂梅團治 - 当代。3代目桂春團治の門下。

2代目 桂梅團治（生没年不詳）は、本名、享年とも不詳。
初め2代目桂文昇の養子となり、文之助（大名跡の桂文之助とは異なる）を名乗る。明治の末期に米昇となる。1922年1月、2代目桂文團治の門下に移り、2代目梅團治を襲名。
主に神戸の寄席で活躍し、「出歯の米昇」のあだ名で親しまれていた。十八番は『ふたなり』『人形買い』など。
純大阪の達者な語り口であった。
1940年には既に故人となっている。